# Auditorio de Tenerife

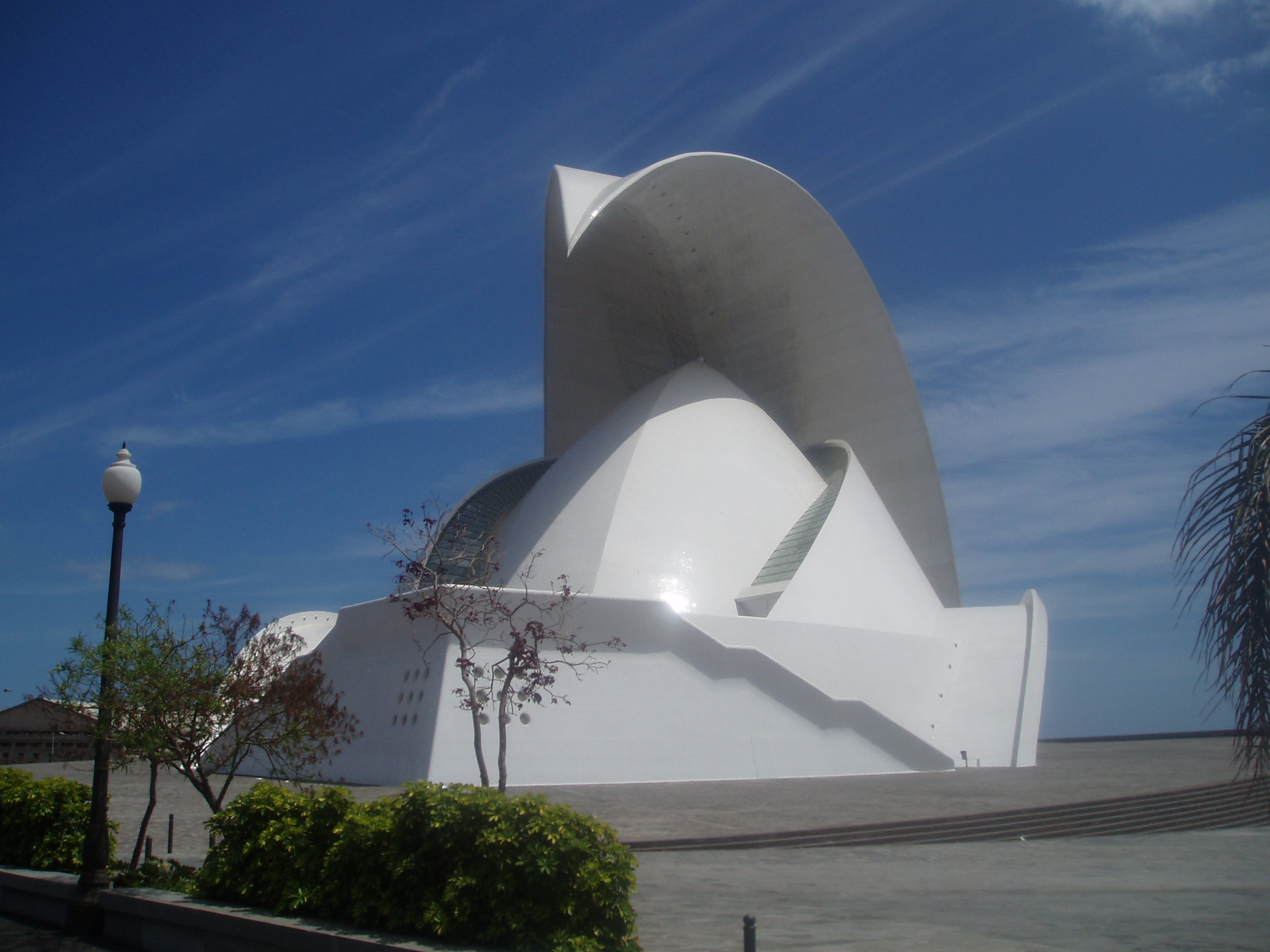
Auditorio de Tenerife

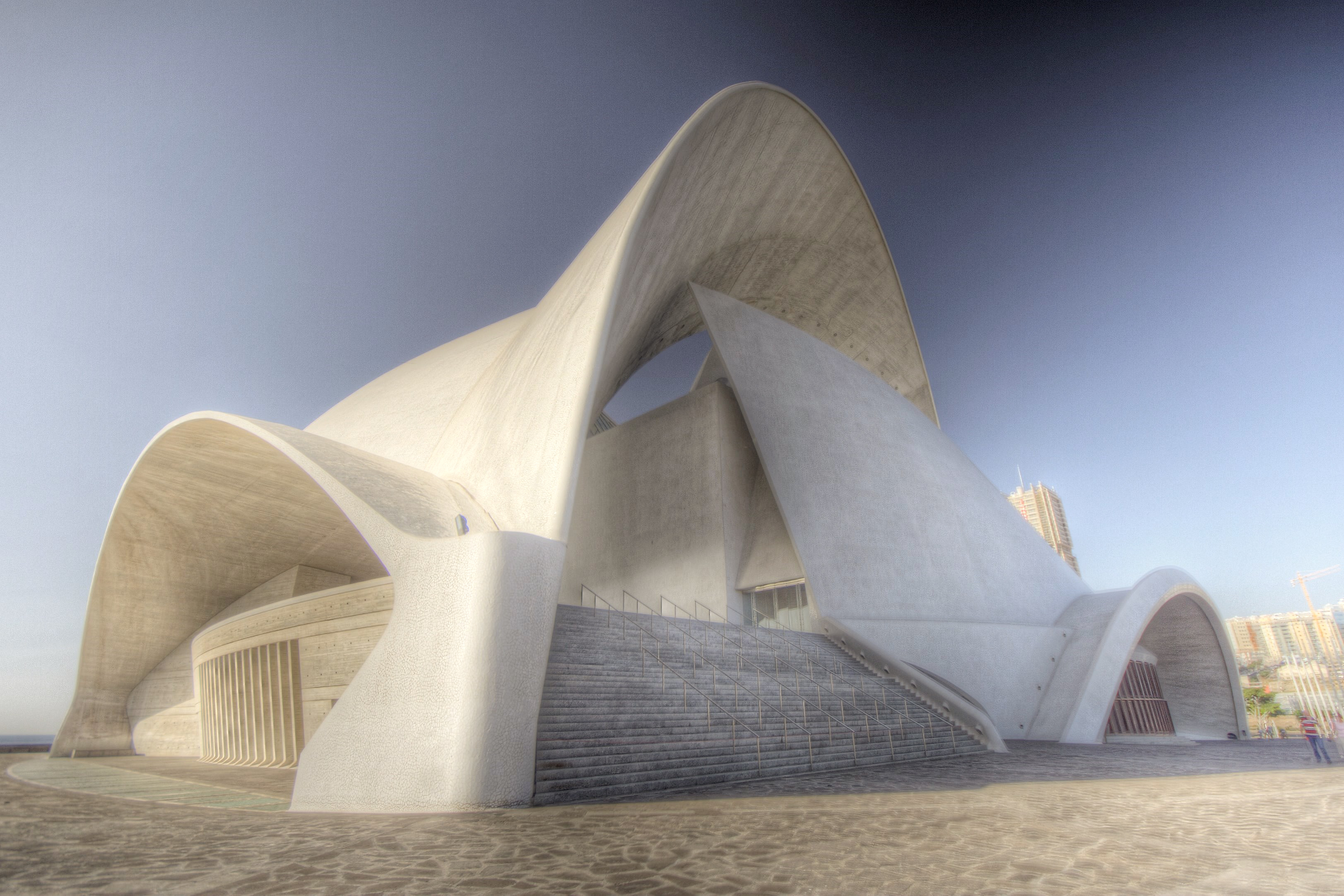
Auditorio de Tenerife, symbol för staden Santa Cruz de Tenerife

Auditorio de Tenerife "Adán Martín", tidigare känt som Auditorio de Tenerife, är ett kongress- och konserthus beläget i Santa Cruz de Tenerife i Kanarieöarna (Spanien). Santiago Calatrava var arkitekt till byggnaden, som invigdes 26 september 2003. 
Huset ligger i hamnen i Santa Cruz de Tenerife. Det anses vara en symbol för staden Santa Cruz och ett av de stora symbolerna för ön Teneriffa. Det är också en av de mest kända moderna byggnaderna i Spanien.